# لی‌لی هیوارد
لی‌لی هِیوارد (انگلیسی: Lillie Hayward؛ ۱۲ سپتامبر ۱۸۹۱ – ۲۹ ژوئن ۱۹۷۷) فیلم‌نامه‌نویس اهل ایالات متحده آمریکا بود. فعالیت حرفه‌ای وی در هالیوود از دوران فیلم صامت آغاز شد و تا عصر تلویزیون ادامه یافت. او برای بیش از ۷۰ فیلم و نمایش تلویزیونی از جمله برخی آثار والت دیزنی، فیلم‌نامه نوشت.
هیوارد در ۱۹۷۷ میلادی درگذشت و در گورستان فواور هالیوود واقع‌در لس آنجلس به خاک سپرده شد.

## منتخب فیلم‌شناسی
به عنوان فیلمنامه‌نویس، مگر آنکه ذکر شده باشد.
- افسوس! یوریک بیچاره! (۱۹۱۳) - بازیگر
- فریسکو جنی (۱۹۳۲، داستان)
- عشق جنگلی او (۱۹۳۸)
- آلومای دریاهای جنوب (۱۹۴۱)
- زیبای سیاه (۱۹۴۶)
- خون در ماه (۱۹۴۸)
- یاغی مغرور (۱۹۵۸)